# Gintautas Šivickas
Gintautas Šivickas (ur. 28 lutego 1968 w Kownie) – litewski koszykarz, polityk i przedsiębiorca, poseł na Sejm.

## Życiorys
Zawodowo trenował koszykówkę, mierząc 202 cm. Grał w Lietuvos krepšinio lyga, będąc zawodnikiem takich klubów jak Žalgiris Kowno (1990–1994 i 1996–1997, uzyskując mistrzostwo kraju), Kowno Neca (1994–1995), Sakalai Wilno (1995–1996, 1997–1998), Kraitenė Mariampol (1998–1999), Alita Olita (1999–2000) i Mariampol Suvalkija (2000–2001).
W 1998 uzyskał magisterium z zarządzania na Uniwersytecie Technicznym w Kownie. Pod koniec lat 90. pracował w spółce prawa handlowego z branży finansowej. W 2000 związał się z ugrupowaniem Nowy Związek (Socjalliberałowie). W tym samym roku z jego ramienia uzyskał mandat posła na Sejm, który wykonywał do 2004. Od 2004 do 2006 pełnił funkcję wiceministra obrony w resorcie kierowanym wówczas przez Gediminasa Kirkilasa. Później zajął się prowadzeniem własnej działalności gospodarczej w branży deweloperskiej.